# Grundhof
Grundhof (danska Grumtoft) är en kommun i Kreis Schleswig-Flensburg i det tyska förbundslandet Schleswig-Holstein. Grundhof, som för första gången nämns i ett dokument från år 1209, har cirka 1 000 invånare. Bönstrup (Bønstrup) och Lutzhöft (Lyshøj) hör till kommunen.
Kommunen ingår i kommunalförbundet Amt Langballig tillsammans med ytterligare sex kommuner.